# Seznam dílů seriálu Zákon a pořádek: Zločinné úmysly
Toto je seznam dílů seriálu Zákon a pořádek: Zločinné úmysly. Americký dramatický seriál Zákon a pořádek: Zločinné úmysly byl vysílán v letech 2001–2011, celkem vzniklo 195 dílů v deseti řadách. Prvních šest sérií bylo do roku 2007 uvedeno na stanici NBC, další čtyři řady byly poté odvysílány na stanici USA Network.

## Přehled řad
| Řada | Díly | Premiéra v USA  | Premiéra v USA   | Premiéra v ČR     | Premiéra v ČR     | Stanice v USA |
| Řada | Díly | První díl       | Poslední díl     | První díl         | Poslední díl      | Stanice v USA |
| ---- | ---- | --------------- | ---------------- | ----------------- | ----------------- | ------------- |
| 1    | 22   | 30. září 2001   | 10. května 2002  | 2. ledna 2005     | 7. srpna 2005     | NBC           |
| 2    | 23   | 29. září 2002   | 18. května 2003  | 14. srpna 2005    | 29. ledna 2006    | NBC           |
| 3    | 21   | 28. září 2003   | 23. května 2004  | 5. února 2006     | 21. června 2006   | NBC           |
| 4    | 23   | 26. září 2004   | 25. května 2005  | 2. ledna 2007     | 1. února 2007     | NBC           |
| 5    | 22   | 25. září 2005   | 14. května 2006  | 25. července 2007 | 11. září 2007     | NBC           |
| 6    | 22   | 19. září 2006   | 21. května 2007  | 17. září 2007     | 23. října 2007    | NBC           |
| 7    | 22   | 4. října 2007   | 24. srpna 2008   | 8. září 2008      | 14. října 2008    | USA Network   |
| 8    | 16   | 19. dubna 2009  | 9. srpna 2009    | 4. září 2009      | 23. října 2009    | USA Network   |
| 9    | 16   | 30. března 2010 | 6. července 2010 | 10. září 2010     | 17. prosince 2010 | USA Network   |
| 10   | 8    | 1. května 2011  | 26. června 2011  | 9. září 2011      | 30. září 2011     | USA Network   |

## Seznam dílů

### První řada (2001–2002)
| Č. v seriálu | Č. v řadě | Původní název       | Český název          | Režie              | Scénář                                                                 | Premiéra v USA (NBC) | Premiéra v ČR     |
| ------------ | --------- | ------------------- | -------------------- | ------------------ | ---------------------------------------------------------------------- | -------------------- | ----------------- |
| 1            | 1         | One                 | Krvavé zlato         | Jean de Segonzac   | námět: Dick Wolf scénář: René Balcer                                   | 30. září 2001        | 2. ledna 2005     |
| 2            | 2         | Art                 | Obrazy               | David Platt        | Elizabeth M. Cosin                                                     | 7. října 2001        | 9. ledna 2005     |
| 3            | 3         | Smothered           | Opičí láska          | Michael Fields     | Marlane Gomard Meyer                                                   | 14. října 2001       | 23. ledna 2005    |
| 4            | 4         | The Faithful        | Věrnost              | Constantine Makris | Stephanie Sengupta                                                     | 17. října 2001       | 30. ledna 2005    |
| 5            | 5         | Jones               | Mindrák              | Frank Prinzi       | námět: Geoffrey Neigher a René Balcer scénář: Geoffrey Neigher         | 21. října 2001       | 6. února 2005     |
| 6            | 6         | The Extra Man       | Oběť bez tváře       | Jean de Segonzac   | Marlane Gomard Meyer                                                   | 28. října 2001       | 13. února 2005    |
| 7            | 7         | Poison              | Jed                  | Gloria Muzio       | Stephanie Sengupta                                                     | 11. listopadu 2001   | 20. února 2005    |
| 8            | 8         | The Pardoner's Tale | Pohádka o odpuštění  | Steve Shill        | Theresa Rebeck                                                         | 18. listopadu 2001   | 27. února 2005    |
| 9            | 9         | The Good Doctor     | Spořádaný lékař      | Constantine Makris | Geoffrey Neigher                                                       | 25. listopadu 2001   | 6. března 2005    |
| 10           | 10        | Enemy Within        | Vnitřní nepřítel     | John David Coles   | David Black                                                            | 9. prosince 2001     | 13. března 2005   |
| 11           | 11        | The Third Horseman  | Třetí jezdec         | Constantine Makris | René Balcer                                                            | 6. ledna 2002        | 20. března 2005   |
| 12           | 12        | Crazy               | Šílenství            | Steve Shill        | René Balcer                                                            | 13. ledna 2002       | 27. března 2005   |
| 13           | 13        | The Insider         | Náš člověk           | Jan Egleson        | Elizabeth M. Cosin                                                     | 27. ledna 2002       | 3. dubna 2005     |
| 14           | 14        | Homo Homini Lupis   | Člověk člověku vlkem | David Platt        | René Balcer                                                            | 3. března 2002       | 10. dubna 2005    |
| 15           | 15        | Semi-Professional   | Poloprofesionál      | Gloria Muzio       | námět: Stephanie Sengupta a René Balcer scénář: Stephanie Sengupta     | 10. března 2002      | 17. dubna 2005    |
| 16           | 16        | Phantom             | Fantom               | Juan J. Campanella | námět: Marlane Gomard Meyer a René Balcer scénář: Marlane Gomard Meyer | 17. března 2002      | 24. dubna 2005    |
| 17           | 17        | Seizure             | Rozparovač           | Michael Fields     | námět: Hall Powell a René Balcer scénář: Hall Powell                   | 31. března 2002      | 10. července 2005 |
| 18           | 18        | Yesterday           | Hříchy minulosti     | Jean de Segonzac   | námět: Theresa Rebeck a René Balcer scénář: Theresa Rebeck             | 14. dubna 2002       | 17. července 2005 |
| 19           | 19        | Maledictus          | Prokletý             | Frank Prinzi       | námět: Stephanie Sengupta a René Balcer scénář: Stephanie Sengupta     | 21. dubna 2002       | 24. července 2005 |
| 20           | 20        | Badge               | Policejní odznak     | Constantine Makris | námět: Marlane Gomard Meyer a René Balcer scénář: Marlane Gomard Meyer | 28. dubna 2002       | 31. července 2005 |
| 21           | 21        | Faith               | Slepá víra           | Ed Sherin          | námět: Theresa Rebeck a René Balcer scénář: Theresa Rebeck             | 28. dubna 2002       | 7. srpna 2005     |
| 22           | 22        | Tuxedo Hill         | Ukradené miliony     | Steve Shill        | René Balcer                                                            | 10. května 2002      | 7. srpna 2005     |

### Druhá řada (2002–2003)
Česká premiéra části druhé řady (4.–23. díl) byla vysílána krátce po půlnoci. V seznamu je datum české premiéry uvedeno podle televizního dne, tj. hodiny 00:00–06:00 se počítají k předchozímu kalendářnímu dni.
| Č. v seriálu | Č. v řadě | Původní název        | Český název             | Režie                             | Scénář                                                                   | Premiéra v USA (NBC) | Premiéra v ČR      |
| ------------ | --------- | -------------------- | ----------------------- | --------------------------------- | ------------------------------------------------------------------------ | -------------------- | ------------------ |
| 23           | 1         | Dead                 | Zahrada mrtvých         | Darnell Martin                    | námět: René Balcer a Stephanie Sengupta scénář: Stephanie Sengupta       | 29. září 2002        | 14. srpna 2005     |
| 24           | 2         | Bright Boy           | Bystrý hoch             | Frank Prinzi                      | námět: René Balcer a Marlane Gomard Meyer scénář: Marlane Gomard Meyer   | 6. října 2002        | 21. srpna 2005     |
| 25           | 3         | Anti-Thesis          | Antiteze                | Adam Bernstein                    | námět: René Balcer, Eric Overmyer a Dick Wolf scénář: Eric Overmyer      | 13. října 2002       | 28. srpna 2005     |
| 26           | 4         | Best Defense         | Nejlepší obrana         | Gloria Muzio                      | námět: René Balcer a Elizabeth M. Cosin scénář: Elizabeth M. Cosin       | 20. října 2002       | 3. září 2005       |
| 27           | 5         | Chinoiserie          | Kočár z Číny            | David Platt                       | námět: René Balcer a B. Mason scénář: B. Mason                           | 27. října 2002       | 10. září 2005      |
| 28           | 6         | Malignant            | Zlovolnost              | Frank Prinzi a Juan J. Campanella | námět: René Balcer a Michael S. Chernuchin scénář: Michael S. Chernuchin | 3. listopadu 2002    | 17. září 2005      |
| 29           | 7         | Tomorrow             | Sestry                  | Don Scardino                      | námět: René Balcer a Stephanie Sengupta scénář: Stephanie Sengupta       | 10. listopadu 2002   | 24. září 2005      |
| 30           | 8         | The Pilgrim          | Cesta k Bohu            | Darnell Martin                    | námět: René Balcer a Marlane Gomard Meyer scénář: Marlane Gomard Meyer   | 17. listopadu 2002   | 1. října 2005      |
| 31           | 9         | Shandeh              | Hanba                   | Steve Shill                       | René Balcer                                                              | 1. prosince 2002     | 8. října 2005      |
| 32           | 10        | Con-Text             | Sekta                   | Alex Zakrzewski                   | námět: René Balcer a Gerry Conway scénář: Gerry Conway                   | 5. ledna 2003        | 15. října 2005     |
| 33           | 11        | Baggage              | Žena na obtíž           | Constantine Makris                | námět: Theresa Rebeck a René Balcer scénář: Theresa Rebeck               | 12. ledna 2003       | 22. října 2005     |
| 34           | 12        | Suite Sorrow         | Rodinný hotel           | Jean de Segonzac                  | námět: René Balcer a Warren Leight scénář: Warren Leight                 | 2. února 2003        | 29. října 2005     |
| 35           | 13        | See Me               | Schizofrenici           | Steve Shill                       | námět: René Balcer a Jim Sterling scénář: Jim Sterling                   | 9. února 2003        | 5. listopadu 2005  |
| 36           | 14        | Probability          | Pojistný podvod         | Frank Prinzi                      | námět: René Balcer a Gerry Conway scénář: Gerry Conway                   | 16. února 2003       | 12. listopadu 2005 |
| 37           | 15        | Monster              | Netvor                  | Joyce Chopra                      | námět: René Balcer a Marlane Gomard Meyer scénář: Marlane Gomard Meyer   | 2. března 2003       | 19. listopadu 2005 |
| 38           | 16        | Cuba Libre           | Cuba libre              | Darnell Martin                    | námět: René Balcer a Warren Leight scénář: Warren Leight                 | 9. března 2003       | 26. listopadu 2005 |
| 39           | 17        | Cold Comfort         | Filantrop               | Constantine Makris                | námět: René Balcer a Stephanie Sengupta scénář: Stephanie Sengupta       | 30. března 2003      | 3. prosince 2005   |
| 40           | 18        | Legion               | Legie                   | Steve Shill a Frank Prinzi        | námět: Theresa Rebeck a René Balcer scénář: Theresa Rebeck               | 6. dubna 2003        | 10. prosince 2005  |
| 41           | 19        | Cherry Red           | Smrt v červeném ferrari | Frank Prinzi                      | námět: René Balcer a Jim Sterling scénář: Jim Sterling                   | 27. dubna 2003       | 15. ledna 2006     |
| 42           | 20        | Blink                | Mrknutím oka            | Don Scardino                      | námět: René Balcer a Gerry Conway scénář: Gerry Conway                   | 4. května 2003       | 22. ledna 2006     |
| 43           | 21        | Graansha             | Rodina                  | Darnell Martin                    | námět: René Balcer a Joe Gannon scénář: Joe Gannon                       | 11. května 2003      | 25. ledna 2006     |
| 44           | 22        | Zoonotic             | Pomsta matce            | Don Scardino                      | námět: René Balcer a Warren Leight scénář: Warren Leight                 | 18. května 2003      | 26. ledna 2006     |
| 45           | 23        | A Person of Interest | Objekt zájmu            | Frank Prinzi                      | námět: René Balcer a Warren Leight scénář: René Balcer                   | 18. května 2003      | 29. ledna 2006     |

### Třetí řada (2003–2004)
Česká premiéra části třetí řady (1.–8. díl) byla vysílána krátce po půlnoci. V seznamu je datum české premiéry uvedeno podle televizního dne, tj. hodiny 00:00–06:00 se počítají k předchozímu kalendářnímu dni.
| Č. v seriálu | Č. v řadě | Původní název       | Český název              | Režie                           | Scénář                                                             | Premiéra v USA (NBC) | Premiéra v ČR   |
| ------------ | --------- | ------------------- | ------------------------ | ------------------------------- | ------------------------------------------------------------------ | -------------------- | --------------- |
| 46           | 1         | Undaunted Mettle    | Nezlomný charakter       | Steve Shill                     | námět: Stephanie Sengupta a René Balcer scénář: Stephanie Sengupta | 28. září 2003        | 5. února 2006   |
| 47           | 2         | Gemini              | Blíženci                 | Frank Prinzi                    | námět: Jim Sterling a René Balcer scénář: Jim Sterling             | 5. října 2003        | 11. února 2006  |
| 48           | 3         | The Gift            | Dar                      | Alex Zakrzewski                 | námět: Marlene Meyer a René Balcer scénář: Marlene Meyer           | 12. října 2003       | 18. února 2006  |
| 49           | 4         | But Not Forgotten   | Ta sladká příchuť pomsty | Constantine Makris              | námět: Gerry Conway a René Balcer scénář: Gerry Conway             | 19. října 2003       | 25. února 2006  |
| 50           | 5         | Pravda              | Morální zásady           | Alex Zakrzewski                 | námět: Warren Leight a René Balcer scénář: Warren Leight           | 26. října 2003       | 4. března 2006  |
| 51           | 6         | Stray               | Tulák                    | Frank Prinzi                    | námět: Elizabeth Benjamin a René Balcer scénář: Elizabeth Benjamin | 2. listopadu 2003    | 11. března 2006 |
| 52           | 7         | A Murderer Among Us | Vrah mezi námi           | Steve Shill                     | námět: Diana Son a René Balcer scénář: Diana Son                   | 9. listopadu 2003    | 18. března 2006 |
| 53           | 8         | Sound Bodies        | Prorok                   | Jean de Segonzac a Frank Prinzi | René Balcer                                                        | 16. listopadu 2003   | 25. března 2006 |
| 54           | 9         | Happy Family        | Poručnictví              | Frank Prinzi                    | námět: Marlene Meyer a René Balcer scénář: Marlene Meyer           | 23. listopadu 2003   | 27. března 2006 |
| 55           | 10        | F.P.S.              | Virtuální alibi          | Darnell Martin                  | námět: Gerry Conway a René Balcer scénář: Gerry Conway             | 4. ledna 2004        | 3. dubna 2006   |
| 56           | 11        | Mad Hops            | Falešná hra              | Christopher Swartout            | námět: Jim Sterling a René Balcer scénář: Jim Sterling             | 11. ledna 2004       | 10. dubna 2006  |
| 57           | 12        | Unrequited          | Čekání na slávu          | Jean de Segonzac                | námět: Stephanie Sengupta a René Balcer scénář: Stephanie Sengupta | 18. ledna 2004       | 17. dubna 2006  |
| 58           | 13        | Pas de Deux         | Tanec smrti              | Frank Prinzi                    | námět: Warren Leight a René Balcer scénář: Warren Leight           | 15. února 2004       | 24. dubna 2006  |
| 59           | 14        | Mis-Labeled         | Vetřelec                 | Joyce Chopra                    | námět: Elizabeth Benjamin a René Balcer scénář: Elizabeth Benjamin | 22. února 2004       | 1. května 2006  |
| 60           | 15        | Shrink-Wrapped      | Nebezpečné hry           | Jean de Segonzac                | námět: Diana Son a René Balcer scénář: Diana Son                   | 7. března 2004       | 8. května 2006  |
| 61           | 16        | The Saint           | Svatý                    | Frank Prinzi                    | námět: Marlene Meyer a René Balcer scénář: Marlene Meyer           | 14. března 2004      | 15. května 2006 |
| 62           | 17        | Conscience          | Svědomí                  | Alex Chapple                    | námět: Gerry Conway a René Balcer scénář: Gerry Conway             | 28. března 2004      | 22. května 2006 |
| 63           | 18        | Ill-Bred            | Zlé sémě                 | Steve Shill                     | námět: Jim Sterling a René Balcer scénář: Jim Sterling             | 18. dubna 2004       | 29. května 2006 |
| 64           | 19        | Fico di Capo        | Fíky pro starého pána    | Alex Zakrzewski                 | námět: Stephanie Sengupta a René Balcer scénář: Stephanie Sengupta | 9. května 2004       | 5. června 2006  |
| 65           | 20        | D.A.W.              | Prsten a brož            | Frank Prinzi                    | námět: René Balcer a Warren Leight scénář: René Balcer             | 16. května 2004      | 14. června 2006 |
| 66           | 21        | Consumed            | Není láska nádherná?     | Steve Shill                     | námět: Warren Leight a René Balcer scénář: Warren Leight           | 23. května 2004      | 21. června 2006 |

### Čtvrtá řada (2004–2005)
| Č. v seriálu | Č. v řadě | Původní název             | Český název        | Režie                | Scénář                                                                  | Premiéra v USA (NBC) | Premiéra v ČR  |
| ------------ | --------- | ------------------------- | ------------------ | -------------------- | ----------------------------------------------------------------------- | -------------------- | -------------- |
| 67           | 1         | Semi-Detached             | Nerozvedená        | Frank Prinzi         | námět: Gerry Conway a René Balcer scénář: Gerry Conway                  | 26. září 2004        | 2. ledna 2007  |
| 68           | 2         | The Posthumous Collection | Posmrtné dílo      | Jean de Segonzac     | námět: Marlane Meyer a René Balcer scénář: Marlane Meyer                | 3. října 2004        | 3. ledna 2007  |
| 69           | 3         | Want                      | Potřeba            | Frank Prinzi         | námět: Elizabeth Benjamin a René Balcer scénář: Elizabeth Benjamin      | 10. října 2004       | 4. ledna 2007  |
| 70           | 4         | Great Barrier             | Velká překážka     | Frank Prinzi         | námět: Diana Son a René Balcer scénář: Diana Son                        | 17. října 2004       | 5. ledna 2007  |
| 71           | 5         | Eosphoros                 | Eosphoros          | Alex Zakrzewski      | námět: René Balcer scénář: Stephanie Sengupta                           | 24. října 2004       | 8. ledna 2007  |
| 72           | 6         | In the Dark               | Ve tmě             | Alex Chapple         | námět: Jim Sterling a René Balcer scénář: Jim Sterling                  | 31. října 2004       | 9. ledna 2007  |
| 73           | 7         | Magnificat                | Drahocenné děti    | Frank Prinzi         | námět: Diana Son a René Balcer scénář: Diana Son                        | 7. listopadu 2004    | 10. ledna 2007 |
| 74           | 8         | Silver Lining             | Nic než stříbro    | Kevin Dowling        | námět: Marlane Meyer a René Balcer scénář: Marlane Meyer                | 14. listopadu 2004   | 11. ledna 2007 |
| 75           | 9         | Inert Dwarf               | Nemohoucí trpaslík | Alex Chapple         | námět: Warren Leight a René Balcer scénář: Warren Leight                | 21. listopadu 2004   | 12. ledna 2007 |
| 76           | 10        | View from Up Here         | Pohled shůry       | Alex Chapple         | námět: Jim Sterling a René Balcer scénář: Jim Sterling                  | 2. ledna 2005        | 15. ledna 2007 |
| 77           | 11        | Gone                      | Šachy              | Christopher Swartout | námět: Stephanie Sengupta a René Balcer scénář: Stephanie Sengupta      | 9. ledna 2005        | 16. ledna 2007 |
| 78           | 12        | Collective                | Spolek             | Frank Prinzi         | námět: Gerry Conway a René Balcer scénář: Gerry Conway                  | 30. ledna 2005       | 17. ledna 2007 |
| 79           | 13        | Stress Position           | Těžká práce        | Frank Prinzi         | námět: Charlie Rubin, Warren Leight a René Balcer scénář: Charlie Rubin | 13. února 2005       | 18. ledna 2007 |
| 80           | 14        | Sex Club                  | Sex klub           | Alex Chapple         | námět: Elizabeth Benjamin a René Balcer scénář: Elizabeth Benjamin      | 20. února 2005       | 19. ledna 2007 |
| 81           | 15        | Death Roe                 | Smrtící jiskry     | Rick Wallace         | námět: Warren Leight a René Balcer scénář: Warren Leight                | 13. března 2005      | 22. ledna 2007 |
| 82           | 16        | Ex Stasis                 | Extáze             | Bill L. Norton       | námět: Diana Son a René Balcer scénář: Diana Son                        | 20. března 2005      | 23. ledna 2007 |
| 83           | 17        | Shibboleth                | Znamení            | Darnell Martin       | námět: Stephanie Sengupta a René Balcer scénář: Stephanie Sengupta      | 27. března 2005      | 24. ledna 2007 |
| 84           | 18        | The Good Child            | Hodné dítě         | Jean de Segonzac     | námět: Marlane Meyer a René Balcer scénář: Marlane Meyer                | 3. dubna 2005        | 25. ledna 2007 |
| 85           | 19        | Beast                     | Krása              | Frank Prinzi         | námět: Gina Gionfriddo a René Balcer scénář: Gina Gionfriddo            | 10. dubna 2005       | 26. ledna 2007 |
| 86           | 20        | No Exit                   | Bezmoc             | Jean de Segonzac     | námět: Gerry Conway a René Balcer scénář: Gerry Conway                  | 1. května 2005       | 29. ledna 2007 |
| 87           | 21        | The Unblinking Eye        | Bez mrknutí oka    | Frank Prinzi         | námět: Jim Sterling a René Balcer scénář: Jim Sterling                  | 8. května 2005       | 30. ledna 2007 |
| 88           | 22        | My Good Name              | Moje dobré jméno   | Alex Zakrzewski      | námět: Warren Leight a René Balcer scénář: Warren Leight                | 15. května 2005      | 31. ledna 2007 |
| 89           | 23        | False-Hearted Judges      | Soudci             | Jean de Segonzac     | námět: Diana Son a René Balcer scénář: Diana Son                        | 25. května 2005      | 1. února 2007  |

### Pátá řada (2005–2006)
| Č. v seriálu | Č. v řadě | Původní název          | Český název                            | Režie                | Scénář                                                                  | Premiéra v USA (NBC) | Premiéra v ČR                |
| ------------ | --------- | ---------------------- | -------------------------------------- | -------------------- | ----------------------------------------------------------------------- | -------------------- | ---------------------------- |
| 90           | 1         | Grow                   | Růst                                   | Frank Prinzi         | námět: Marlane Gomard Meyer a René Balcer scénář: Marlane Gomard Meyer  | 25. září 2005        | 25. července 2007            |
| 91           | 2         | Diamond Dogs           | Hon za diamanty                        | Norberto Barba       | námět: Warren Leight, Charlie Rubin a René Balcer scénář: Charlie Rubin | 2. října 2005        | 1. srpna 2007                |
| 92           | 3         | Prisoner               | Vězeň                                  | Rick Wallace         | námět: Gina Gionfriddo a René Balcer scénář: Gina Gionfriddo            | 9. října 2005        | 1. srpna 2007                |
| 93           | 4         | Unchained              | Osvobozený                             | Alex Zakrzewski      | námět: Stephanie Sengupta a René Balcer scénář: Stephanie Sengupta      | 16. října 2005       | 8. srpna 2007                |
| 94           | 5         | Acts of Contrition     | Kajícnost                              | Frank Prinzi         | námět: Warren Leight a René Balcer scénář: Warren Leight                | 23. října 2005       | 8. srpna 2007                |
| 95–96        | 67        | In the Wee Small Hours | Nad ránem (1. část)Nad ránem (2. část) | Jean de Segonzac     | námět: Stephanie Sengupta a René Balcer scénář: Stephanie Sengupta      | 6. listopadu 2005    | 15. srpna 200715. srpna 2007 |
| 97           | 8         | Saving Face            | Zachránit si tvář                      | Rick Wallace         | námět: Gerry Conway a René Balcer scénář: Gerry Conway                  | 27. listopadu 2005   | 22. srpna 2007               |
| 98           | 9         | Scared Crazy           | Vyděšený k smrti                       | Marisol Torres       | námět: Diana Son a René Balcer scénář: Diana Son                        | 4. prosince 2005     | 22. srpna 2007               |
| 99           | 10        | Dollhouse              | Domeček pro panenky                    | Frank Prinzi         | námět: Gina Gionfriddo a René Balcer scénář: Gina Gionfriddo            | 8. ledna 2006        | 29. srpna 2007               |
| 100          | 11        | Slither                | Proklouznutí                           | Bill L. Norton       | námět: Marlane Gomard Meyer a René Balcer scénář: Marlane Gomard Meyer  | 15. ledna 2006       | 29. srpna 2007               |
| 101          | 12        | Watch                  | Odplata                                | Alex Chapple         | námět: Charlie Rubin a René Balcer scénář: Charlie Rubin                | 22. ledna 2006       | 3. září 2007                 |
| 102          | 13        | Proud Flesh            | Hrdost                                 | Frank Prinzi         | námět: Warren Leight a René Balcer scénář: Warren Leight                | 12. března 2006      | 4. září 2007                 |
| 103          | 14        | Wasichu                | Bílý muž                               | Christopher Swartout | námět: Diana Son a René Balcer scénář: Diana Son                        | 19. března 2006      | 4. září 2007                 |
| 104          | 15        | Wrongful Life          | Nechtěný život                         | Darnell Martin       | námět: Gerry Conway a René Balcer scénář: Gerry Conway                  | 26. března 2006      | 5. září 2007                 |
| 105          | 16        | Dramma Giocoso         | Veselá fraška                          | John David Coles     | námět: Stephanie Sengupta a René Balcer scénář: Stephanie Sengupta      | 9. dubna 2006        | 5. září 2007                 |
| 106          | 17        | Vacancy                | Volný pokoj                            | Jean de Segonzac     | námět: Gina Gionfriddo a René Balcer scénář: Gina Gionfriddo            | 16. dubna 2006       | 6. září 2007                 |
| 107          | 18        | The Healer             | Léčitelka                              | Frank Prinzi         | námět: Marlane Gomard Meyer a René Balcer scénář: Marlane Gomard Meyer  | 23. dubna 2006       | 6. září 2007                 |
| 108          | 19        | Cruise to Nowhere      | Plavba bez návratu                     | Marisol Torres       | námět: Warren Leight a René Balcer scénář: Warren Leight                | 30. dubna 2006       | 10. září 2007                |
| 109          | 20        | To the Bone            | Až na kost                             | Jean de Segonzac     | námět: Warren Leight, Charlie Rubin a René Balcer scénář: Charlie Rubin | 7. května 2006       | 10. září 2007                |
| 110          | 21        | On Fire                | V plamenech                            | Frank Prinzi         | námět: Diana Son a René Balcer scénář: Diana Son                        | 14. května 2006      | 11. září 2007                |
| 111          | 22        | The Good               | Dobro                                  | Christopher Swartout | námět: Gerry Conway a René Balcer scénář: Gerry Conway                  | 14. května 2006      | 11. září 2007                |

### Šestá řada (2006–2007)
| Č. v seriálu | Č. v řadě | Původní název     | Český název      | Režie                               | Scénář                                                                                     | Premiéra v USA (NBC) | Premiéra v ČR  |
| ------------ | --------- | ----------------- | ---------------- | ----------------------------------- | ------------------------------------------------------------------------------------------ | -------------------- | -------------- |
| 112          | 1         | Blind Spot        | Slabina          | Norberto Barba                      | námět: Charlie Rubin a Warren Leight scénář: Charlie Rubin                                 | 19. září 2006        | 17. září 2007  |
| 113          | 2         | Tru Love          | Chorá láska      | Norberto Barba                      | námět: Diana Son a Warren Leight scénář: Diana Son                                         | 26. září 2006        | 18. září 2007  |
| 114          | 3         | Siren Call        | Siréna           | Frank Prinzi                        | námět: Julie Martin a Warren Leight scénář: Julie Martin                                   | 3. října 2006        | 19. září 2007  |
| 115          | 4         | Maltese Cross     | Maltezský kříž   | Jim McKay                           | Jacquelyn Reingold                                                                         | 10. října 2006       | 20. září 2007  |
| 116          | 5         | Bedfellows        | Dokonalý zločin  | Frank Prinzi                        | námět: Julie Martin, Stephanie Sengupta a Warren Leight scénář: Stephanie Sengupta         | 17. října 2006       | 24. září 2007  |
| 117          | 6         | Masquerade        | Maškaráda        | Christine Moore                     | námět: Gina Gionfriddo a Warren Leight scénář: Gina Gionfriddo                             | 31. října 2006       | 25. září 2007  |
| 118          | 7         | Country Crossover | Prostá duše      | Bill L. Norton                      | námět: Gina Gionfriddo a Warren Leight scénář: Gina Gionfriddo                             | 7. listopadu 2006    | 26. září 2007  |
| 119          | 8         | The War at Home   | Domácí válka     | Darnell Martin                      | námět: Julie Martin, Diana Son a Warren Leight scénář: Diana Son                           | 14. listopadu 2006   | 27. září 2007  |
| 120          | 9         | Blasters          | Seriálová hvězda | Constantine Makris                  | námět: Charlie Rubin a Warren Leight scénář: Charlie Rubin                                 | 21. listopadu 2006   | 1. října 2007  |
| 121          | 10        | Weeping Willow    | Virtuální Willow | Tom DiCillo                         | námět: Stephanie Sengupta a Warren Leight scénář: Stephanie Sengupta                       | 28. listopadu 2006   | 2. října 2007  |
| 122          | 11        | World's Fair      | Dva světy        | Steve Shill                         | námět: Julie Martin, Jacquelyn Reingold a Warren Leight scénář: Jacquelyn Reingold         | 2. ledna 2007        | 3. října 2007  |
| 123          | 12        | Privilege         | Vyvolení         | Jean de Segonzac                    | Warren Leight, Julie Martin a Siobhan Byrne O'Connor                                       | 9. ledna 2007        | 4. října 2007  |
| 124          | 13        | Albatross         | Snajpr           | Frank Prinzi                        | námět: Marsha Norman a Warren Leight scénář: Marsha Norman                                 | 6. února 2007        | 8. října 2007  |
| 125          | 14        | Flipped           | Vztek            | Jim McKay                           | námět: Charles Kipps a Warren Leight scénář: Charles Kipps                                 | 13. února 2007       | 9. října 2007  |
| 126          | 15        | Brother's Keeper  | Hra s osudem     | Ken Girotti                         | námět: Marsha Norman a Warren Leight scénář: Marsha Norman                                 | 20. února 2007       | 10. října 2007 |
| 127          | 16        | 30                | Hlavolam         | Andrei Belgrader a Jean de Segonzac | námět: Charlie Rubin a Warren Leight scénář: Charlie Rubin                                 | 27. února 2007       | 11. října 2007 |
| 128          | 17        | Players           | Nevinná zábava   | Tom DiCillo                         | námět: Peter Blauner a Warren Leight scénář: Peter Blauner                                 | 27. března 2007      | 15. října 2007 |
| 129          | 18        | Silencer          | Tlumič           | Dean White                          | námět: Marygrace O'Shea a Warren Leight scénář: Marygrace O'Shea                           | 3. dubna 2007        | 16. října 2007 |
| 130          | 19        | Rocket Man        | Až ke hvězdám    | Michael Smith                       | námět: Julie Martin, Siobhan Byrne O'Connor a Warren Leight scénář: Siobhan Byrne O'Connor | 1. května 2007       | 17. října 2007 |
| 131          | 20        | Bombshell         | Playgirl         | Darnell Martin                      | námět: Julie Martin a Warren Leight scénář: Brant Englestein                               | 8. května 2007       | 18. října 2007 |
| 132          | 21        | Endgame           | Do hořkého konce | Jean de Segonzac                    | námět: Kate Rorick a Warren Leight scénář: Kate Rorick, Julie Martin a Warren Leight       | 14. května 2007      | 22. října 2007 |
| 133          | 22        | Renewal           | Výměna           | Norberto Barba                      | námět: Jacquelyn Reingold a Warren Leight scénář: Jacquelyn Reingold                       | 21. května 2007      | 23. října 2007 |

### Sedmá řada (2007–2008)
| Č. v seriálu | Č. v řadě | Původní název                                                                         | Český název       | Režie              | Scénář                                                                                      | Premiéra v USA (USA Network) | Premiéra v ČR  |
| ------------ | --------- | ------------------------------------------------------------------------------------- | ----------------- | ------------------ | ------------------------------------------------------------------------------------------- | ---------------------------- | -------------- |
| 134          | 1         | Amends                                                                                | Dluh              | Jesús S. Treviño   | námět: Warren Leight a Siobhan Byrne O'Connor scénář: Siobhan Byrne O'Connor                | 4. října 2007                | 8. září 2008   |
| 135          | 2         | Seeds                                                                                 | Semeno            | Jean de Segonzac   | námět: Warren Leight a Peter Blauner scénář: Peter Blauner                                  | 11. října 2007               | 9. září 2008   |
| 136          | 3         | Smile                                                                                 | Úsměv             | Michael Smith      | námět: Warren Leight a Charlie Rubin scénář: Charlie Rubin                                  | 18. října 2007               | 10. září 2008  |
| 137          | 4         | Lonelyville                                                                           | Ženatý, ale sám   | Constantine Makris | námět: Warren Leight, Julie Martin a Jacquelyn Reingold scénář: Jacquelyn Reingold          | 25. října 2007               | 11. září 2008  |
| 138          | 5         | Depths                                                                                | Hlubina           | Norberto Barba     | námět: Warren Leight, Julie Martin a Diana Son scénář: Diana Son                            | 1. listopadu 2007            | 15. září 2008  |
| 139          | 6         | Courtship                                                                             | Známost           | Jean de Segonzac   | Warren Leight a Julie Martin                                                                | 8. listopadu 2007            | 16. září 2008  |
| 140          | 7         | Self-Made                                                                             | Skutečnost        | Ken Girotti        | námět: Warren Leight a Jerome Hairston scénář: Jerome Hairston                              | 15. listopadu 2007           | 17. září 2008  |
| 141          | 8         | Offense                                                                               | Obrana a útok     | Tom DiCillo        | námět: Julie Martin a Kate Rorick scénář: Kate Rorick                                       | 29. listopadu 2007           | 18. září 2008  |
| 142          | 9         | Untethered                                                                            | Nesvázaný         | Ken Girotti        | Warren Leight, Charlie Rubin a Diana Son                                                    | 6. prosince 2007             | 22. září 2008  |
| 143          | 10        | Senseless                                                                             | Nesmysl           | Jean de Segonzac   | námět: Warren Leight a Siobhan Byrne O'Connor scénář: Julie Martin a Siobhan Byrne O'Connor | 13. prosince 2007            | 23. září 2008  |
| 144          | 11        | Purgatory                                                                             | Očistec           | Jesús S. Treviño   | námět: Warren Leight a Siobhan Byrne O'Connor scénář: Siobhan Byrne O'Connor                | 8. června 2008               | 24. září 2008  |
| 145          | 12        | Contract                                                                              | Nájemný vrah      | Jonathan Herron    | námět: Warren Leight a Peter Blauner scénář: Peter Blauner                                  | 15. června 2008              | 25. září 2008  |
| 146          | 13        | Betrayed                                                                              | Zrazená           | Michael Smith      | námět: Warren Leight a Charlie Rubin scénář: Diana Son a Marygrace O'Shea                   | 22. června 2008              | 29. září 2008  |
| 147          | 14        | Assassin                                                                              | Atentát           | Norberto Barba     | námět: Warren Leight a Julie Martin scénář: Julie Martin a Eric Overmyer                    | 29. června 2008              | 30. září 2008  |
| 148          | 15        | Please Note We Are No Longer Accepting Letters of Recommendation from Henry Kissenger | Vemte na vědomí   | Kevin Bray         | námět: Warren Leight a Marygrace O'Shea scénář: Marygrace O'Shea                            | 6. července 2008             | 1. října 2008  |
| 149          | 16        | Reunion                                                                               | Turné             | Jean de Segonzac   | námět: Warren Leight a Jacquelyn Reingold scénář: Jacquelyn Reingold                        | 13. července 2008            | 2. října 2008  |
| 150          | 17        | Vanishing Act                                                                         | Zmizení           | Peter Werner       | námět: Warren Leight a Jerome Hairston scénář: Jerome Hairston                              | 20. července 2008            | 6. října 2008  |
| 151          | 18        | Ten Count                                                                             | K.O.              | Alex Chapple       | námět: Warren Leight a Julie Martin scénář: Julie Martin                                    | 27. července 2008            | 7. října 2008  |
| 152          | 19        | Legacy                                                                                | Odkaz             | Betty Kaplan       | námět: Warren Leight a Alan Kingsberg scénář: Alan Kingsberg a Kate Rorick                  | 3. srpna 2008                | 8. října 2008  |
| 153          | 20        | Neighborhood Watch                                                                    | Sousedská hlídka  | Kevin Bray         | námět: Warren Leight a Eric Overmyer scénář: Eric Overmyer                                  | 10. srpna 2008               | 9. října 2008  |
| 154          | 21        | Last Rites                                                                            | Poslední pomazání | Tom DiCillo        | námět: Warren Leight a Peter Blauner scénář: Siobhan Byrne O'Connor a Marygrace O'Shea      | 17. srpna 2008               | 13. října 2008 |
| 155          | 22        | Frame                                                                                 | Past              | Norberto Barba     | námět: Warren Leight scénář: Julie Martin a Kate Rorick                                     | 24. srpna 2008               | 14. října 2008 |

### Osmá řada (2009)
Česká premiéra osmé řady byla vysílána po 23. hodině, vždy dva díly za sebou. Vždy druhá epizoda v pořadí tedy byla uvedena až po půlnoci. V seznamu je datum české premiéry uvedeno podle televizního dne, tj. hodiny 00:00–06:00 se počítají k předchozímu kalendářnímu dni.
| Č. v seriálu | Č. v řadě | Původní název              | Český název          | Režie            | Scénář                                                                          | Premiéra v USA (USA Network) | Premiéra v ČR  |
| ------------ | --------- | -------------------------- | -------------------- | ---------------- | ------------------------------------------------------------------------------- | ---------------------------- | -------------- |
| 156          | 1         | Playing Dead               | Předstírat smrt      | Michael Smith    | Antoinette Stella                                                               | 19. dubna 2009               | 4. září 2009   |
| 157          | 2         | Rock Star                  | Rocková hvězda       | Bill D'Elia      | Ed Zuckerman                                                                    | 26. dubna 2009               | 4. září 2009   |
| 158          | 3         | Identity Crisis            | Krize identity       | Michael Smith    | Pamela Wechsler                                                                 | 3. května 2009               | 11. září 2009  |
| 159          | 4         | In Treatment               | V odborné péči       | Jean de Segonzac | Timothy J. Lea                                                                  | 10. května 2009              | 11. září 2009  |
| 160          | 5         | Faithfully                 | Víra                 | Jean de Segonzac | Antoinette Stella                                                               | 17. května 2009              | 18. září 2009  |
| 161          | 6         | Astoria Helen              | Astoria Helen        | Norberto Barba   | Timothy J. Lea                                                                  | 31. května 2009              | 18. září 2009  |
| 162          | 7         | Folie à Deux               | Folie à Deux         | David Manson     | Michael S. Chernuchin                                                           | 7. června 2009               | 25. září 2009  |
| 163          | 8         | The Glory That Was…        | Sen o slávě          | Norberto Barba   | Robert Nathan                                                                   | 14. června 2009              | 25. září 2009  |
| 164          | 9         | Family Values              | Rodinné hodnoty      | Jean de Segonzac | námět: Walon Green a Antoinette Stella scénář: Walon Green                      | 21. června 2009              | 2. října 2009  |
| 165          | 10        | Salome in Manhattan Salome | Salome na Manhattanu | Steve Shill      | Andrew Lipsitz                                                                  | 28. června 2009              | 2. října 2009  |
| 166          | 11        | Lady's Man                 | Zrzka                | Ken Girotti      | Michael S. Chernuchin                                                           | 28. června 2009              | 9. října 2009  |
| 167          | 12        | Passion                    | Vášeň                | Jonathan Herron  | Michael S. Chernuchin                                                           | 12. července 2009            | 9. října 2009  |
| 168          | 13        | All In                     | Vyřízený             | David Manson     | námět: Pamela Wechsler scénář: Pamela Wechsler, Antoinette Stella a Walon Green | 19. července 2009            | 16. října 2009 |
| 169          | 14        | Major Case                 | Závažný případ       | Chris Zalla      | Andrew Lipsitz                                                                  | 26. července 2009            | 16. října 2009 |
| 170          | 15        | Alpha Dog                  | Alfa pes             | Norberto Barba   | Walon Green                                                                     | 2. srpna 2009                | 23. října 2009 |
| 171          | 16        | Revolution                 | Revoluce             | John David Coles | Michael S. Chernuchin                                                           | 9. srpna 2009                | 23. října 2009 |

### Devátá řada (2010)
| Č. v seriálu | Č. v řadě | Původní název                | Český název           | Režie            | Scénář                            | Premiéra v USA (USA Network) | Premiéra v ČR      |
| ------------ | --------- | ---------------------------- | --------------------- | ---------------- | --------------------------------- | ---------------------------- | ------------------ |
| 172          | 1         | Loyalty (Part 1) Puntland    | Loajalita (1. část)   | Jean de Segonzac | Walon Green                       | 30. března 2010              | 10. září 2010      |
| 173          | 2         | Loyalty (Part 2) Artifice    | Loajalita (2. část)   | Jean de Segonzac | Barbara Hall                      | 6. dubna 2010                | 17. září 2010      |
| 174          | 3         | Broad Channel                | Ruka ruku myje        | Omar Madha       | Mark Malone                       | 13. dubna 2010               | 24. září 2010      |
| 175          | 4         | Delicate                     | Tanec smrti           | Tom DiCillo      | Nicole Mirante-Matthews           | 20. dubna 2010               | 1. října 2010      |
| 176          | 5         | Gods & Insects               | Bohové a smrtelníci   | Jonathan Herron  | Ted Sullivan                      | 27. dubna 2010               | 8. října 2010      |
| 177          | 6         | Abel & Willing               | Vražda jako volba     | Kevin Bray       | Michael Angeli                    | 4. května 2010               | 15. října 2010     |
| 178          | 7         | Love Sick                    | Láska zvrácená        | Jim Hayman       | Nicole Mirante-Matthews           | 11. května 2010              | 22. října 2010     |
| 179          | 8         | Love on Ice                  | Stará parta           | Ken Girotti      | David Klass a James Sadwith       | 18. května 2010              | 29. října 2010     |
| 180          | 9         | Traffic                      | Tvůrčí svoboda        | Chris Zalla      | Antoinette Stella                 | 25. května 2010              | 5. listopadu 2010  |
| 181          | 10        | Disciple                     | Učedník               | Christine Moore  | Walon Green a Michael Angeli      | 1. června 2010               | 12. listopadu 2010 |
| 182          | 11        | Lost Children of the Blood   | Ztracené děti krve    | John David Coles | Christine Bailey                  | 8. června 2010               | 19. listopadu 2010 |
| 183          | 12        | True Legacy                  | Rodina nadevše        | Yon Motskin      | Antoinette Stella                 | 15. června 2010              | 26. listopadu 2010 |
| 184          | 13        | The Mobster Will See You Now | Kmotr vás nyní přijme | Jean de Segonzac | Michael Angeli                    | 22. června 2010              | 3. prosince 2010   |
| 185          | 14        | Palimpsest                   | Palimpsest            | Darnell Martin   | Mark Malone                       | 29. června 2010              | 10. prosince 2010  |
| 186          | 15        | Inhumane Society             | Špatná společnost     | Michael Smith    | Courtney Parker a Geoffrey Thorne | 6. července 2010             | 17. prosince 2010  |
| 187          | 16        | Three-In-One                 | Tři v jednom          | Arthur W. Forney | Walon Green a David Klass         | 6. července 2010             | 17. prosince 2010  |

### Desátá řada (2011)
| Č. v seriálu | Č. v řadě | Původní název                   | Český název                  | Režie            | Scénář                                                                   | Premiéra v USA (USA Network) | Premiéra v ČR |
| ------------ | --------- | ------------------------------- | ---------------------------- | ---------------- | ------------------------------------------------------------------------ | ---------------------------- | ------------- |
| 188          | 1         | Rispetto                        | Rispéto                      | Jean de Segonzac | Rick Eid                                                                 | 1. května 2011               | 9. září 2011  |
| 189          | 2         | The Consoler                    | Utěšitel                     | Michael Smith    | Chris Brancato                                                           | 8. května 2011               | 9. září 2011  |
| 190          | 3         | Boots on the Ground             | Kapsle jedu                  | Jean de Segonzac | námět: Marlane Gomard Meyer a Paul Eckstein scénář: Marlane Gomard Meyer | 15. května 2011              | 16. září 2011 |
| 191          | 4         | The Last Street in Manhattan    | Poslední ulice na Manhattanu | Jean de Segonzac | Rick Eid                                                                 | 22. května 2011              | 16. září 2011 |
| 192          | 5         | Trophy Wine                     | Kořistní víno                | Michael Smith    | Warren Leight                                                            | 5. června 2011               | 23. září 2011 |
| 193          | 6         | Cadaver                         | Mrtvola v parku              | Frank Prinzi     | Julie Martin                                                             | 12. června 2011              | 23. září 2011 |
| 194          | 7         | Icarus                          | Ikarův pád                   | Frank Prinzi     | Julie Martin                                                             | 19. června 2011              | 30. září 2011 |
| 195          | 8         | To the Boy in the Blue Knit Cap | Osudová láska                | Jean de Segonzac | Julie Martin a Chris Brancato                                            | 26. června 2011              | 30. září 2011 |